# جين غلوفر
جين غلوفر (بالإنجليزية: Jane Glover)‏ هي عالمة موسيقى وكاتِبة بريطانية، ولدت في 13 مايو 1949 في Helmsley ‏ في المملكة المتحدة.

## وصلات خارجية
- جين غلوفر على موقع IMDb (الإنجليزية)
- جين غلوفر على موقع ميوزك برينز (الإنجليزية)
- جين غلوفر على موقع أول ميوزيك (الإنجليزية)
- جين غلوفر على موقع ديسكوغز (الإنجليزية)